# Rudomino (gmina)

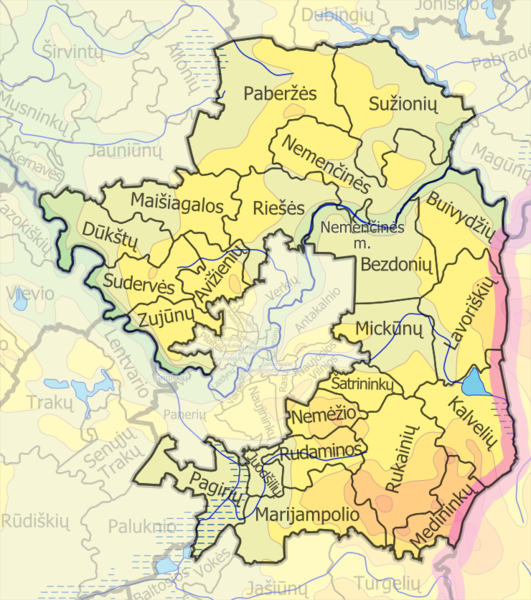
Gmina na mapie rejonu

Gmina Rudomino (lit. Rudaminos seniūnija) − gmina w rejonie wileńskim okręgu wileńskiego na Litwie.
Ośrodek gminy – Rudomino (3981 mieszkańców). Na terytorium gminy jest 27 miejscowości, większe z nich: Hamernia (974 mieszkańców), Doubiany (142 mieszkańców), Szwajcary (142 mieszkańców), Tatarka (120 mieszkańców).

## Powierzchnia terenu
4673 ha, z nich 2287 ha stanowią użytki rolne, 1566 ha – lasy, 36 ha – to zbiorniki wodne oraz grunty o innym przeznaczeniu.

## Ludność
5982 osoby (2011)

## Skład etniczny (2011)
Według spisu z 2011 roku:
- Polacy – 50,9%
- Litwini – 31,6%
- Rosjanie – 8,7%
- Białorusini – 5,2%

## Infrastruktura
Poczta, 2 szkoły średnie, Szkoła Sztuk Pięknych, biblioteka, Dom Kultury, kościół, cerkiew, cmentarz, ambulatorium, posterunek policji, stacja paliwowa, 8 sklepów, 6 pawilonów handlowych, rynek, SA „Vilniaus paukštynas” (fabryka drobiu), dwór w Peteszy, grodzisko w Popiszkach, zajazd (XIX w. druga połowa), rezerwat przyrody Doubiany.

## Przedsiębiorczość lokalna
Rolnictwo, drobiarstwo, hodowla bydła, usługi świadczone dla mieszkańców.

## Historia
Niektórzy historycy są zdania, że Rudomina jest starsze niż Wilno. W roku 1377 Rudomina jest wspominane jako miasteczko. Za panowania księcia Olgierda w 1377 r. siedmiuset żołnierzy litewskich, śpiesząc na odsiecz miastu Wilnu, stoczyło tu zwycięski bój z Krzyżakami. Nie powiodło się natomiast Witoldowi Wielkiemu, który po 14 latach, w 1394 r., pod Rudominem poniósł dotkliwą porażkę w bitwie z Krzyżakami, tracąc 4 chorągwie, a książę Iwan Holszański trafił do niewoli. W 1592 roku wybudowano w Rudominie kościół, ufundowany przez rodzinę Massalskich. Na tym samym miejscu stoi obecny kościół parafialny pod wezwaniem Najświętszej Marii Panny Dobrodziejki. W końcu XVIII w. działała tutaj szkoła parafialna. W XIX w. do 1950 r. Rudomina była ośrodkiem gminy. W 1964 r. zbudowano tu duży zakład drobiarski, który działa do dziś. W 1971 r. założono Stację Bydła Zarodowego.

## Miejscowości
W skład gminy wchodzą 24 wsie i 3 kolonie. Miejscowości w gminie Rudomino:
| - Akalotė - Borkowszczyzna - Ciundzie - Doubiany - Dukiele - Hamernia - Jarmoliszki - Jezierszczyzna - Kinelówka | - Kotki - Majówka - Marynówka - Niedźwiedzie - Niemieżanka - Nowosiółki Szwajcarskie - Parafianowo - Petesza - Podgórna | - Popiszki - Pyszno - Rudomino - Rusinówka - Skrobówka - Sokolniki - Szwajcary - Tatarka - Tataryszki |

Zniesione miejscowości:
- Michałowo Kwietniowskie
- Samołówka
- Włoki